# PATA (음악가)
파타(PATA, 1965년 11월 4일 ~ )는 일본의 음악가이다. 그는 록 밴드 엑스 재팬의 기타리스트로, 본명은 이시즈카 토모아키(石塚智昭).
1965년 11월 4일 일본 지바현 지바시에서 태어났다. 그는 작곡과 기타를 담당했으며, 파타라는 이름은 일본의 만화 《파타리로!》에서 유래되었다. 그 이유는 그와 《파타리로!》의 만화 캐릭터가 그와 닮았기 때문이다. 요미우리 자이언츠의 열성적인 팬이기도 해, 요미우리가 시합에서 지는 날에는 신경이 예민해져, 아무도 그를 건드리지 않는다고 하며, 엑스 재팬이 도쿄돔에서 콘서트를 개최할 때도, 요미우리의 홈 구장에서 연주를 할 수 있게 되어 기쁘다 라고 말 한 것으로 전해진다.
그는 1980년대 엑스 재팬에 참가해 1997년 해체 전까지 활동했으며 해체 이후 솔로로 활동했으나, 2007년 엑스 재팬 재결성에 참가.
2008년 공격 재개 2008 I.V. ~파멸을 향하여~에 참여한다.

## 출연 작품
- 위 아 엑스

## 같이 보기
- 엑스 재팬
- 요시키
- 토시
- 히데
- 히스
- 도프 헤즈